# Hay poco rock & roll
Hay poco rock & roll es el cuarto disco de Platero y Tú, grabado en mayo de 1994 en los estudios Box de Madrid y editado en vinilo y CD por DRO el 23 de septiembre de 1994.
Cuenta con la colaboración de Robe de Extremoduro y Evaristo de La Polla Records en el tema "Juliette". También, en el tema "La vecina" el músico vasco Iñigo Muguruza hace un solo de guitarra, mientras que Ángel Muñoz "El Reverendo" toca el órgano Hammond en "Maldita mujer".
El álbum está dedicado a la memoria de Lee Brilleaux, cantante y guitarrista de la banda de rock británica Dr. Feelgood, fallecido el 7 de abril de 1994. El tema "Si la tocas otra vez" está dedicado a uno de los ídolos de Fito Cabrales: Rosendo Mercado.
Los temas "Juliette" y "Hay poco rock & roll" fueron incluidos en la series de videojuegos SingStar Rocks! y Rock Band como DLC respectivamente.

## Lista de canciones
| N.º | Título                                           | Escritor(es)                   | Duración |  |
| 1.  | «Somos los Platero (pa' lo bueno y pa' lo malo)» | Iñaki Antón / Fito Cabrales    | 6:46     |  |
| 2.  | «Hay poco Rock & Roll»                           | Iñaki Antón / Fito Cabrales    | 5:31     |  |
| 3.  | «Por fin...!!»                                   | Iñaki Antón / Fito Cabrales    | 3:14     |  |
| 4.  | «Tenemos que entrar»                             | Iñaki Antón / Fito Cabrales    | 4:21     |  |
| 5.  | «Si la tocas otra vez»                           | Fito / Iñaki / Juantxu / Jesús | 4:09     |  |
| 6.  | «Juliette» (con Robe Iniesta y Evaristo Páramos) | Iñaki Antón / Fito Cabrales    | 3:43     |  |
| 7.  | «La vecina»                                      | Juantxu / Iñaki / Fito         | 5:28     |  |
| 8.  | «Bebiendo del mismo vaso»                        | Juantxu / Jesús / Iñaki / Fito | 3:14     |  |
| 9.  | «La noche»                                       | Iñaki Antón / Fito Cabrales    | 4:00     |  |
| 10. | «Maldita mujer»                                  | Juantxu / Jesús / Iñaki / Fito | 6:10     |  |

## Sencillos
De este álbum se extrajeron en el mismo año de su publicación los siguientes sencillos:
- Si la tocas otra vez, ediciones en vinilo y CD, conteniendo ambas el tema Si la tocas otra vez
- Hay poco rock'n'roll, edición en CD, conteniendo el tema Hay poco rock'n'roll
- Juliette, edición en CD, conteniendo 4 versiones del tema Juliette, y una versión en directo del tema Cantalojas